# Hervartov
Hervartov (deutsch Herbertsdorf, ungarisch Hervartó) ist eine Gemeinde im Nordosten der Slowakei 9 km südwestlich von Bardejov.
Der abgelegene Ort, der in den östlichen Ausläufern des Čergov liegt, wurde 1406 erstmals als Eberhardtuagasa erwähnt. Er wurde von deutschen Kolonisten gegründet, die deutschen Einwohner wurden aber im Laufe der Jahrhunderte von den Slowaken assimiliert. Zunächst gehörte der Ort zur Herrschaft von Hertník, später dann der Stadt Bardejov.
Sehenswert ist die römisch-katholische Holzkirche Hl. Franz von Assisi aus der zweiten Hälfte des 15. Jahrhunderts. 2008 wurde das Gebäude ins UNESCO-Welterbe eingeschrieben.

## Weblinks

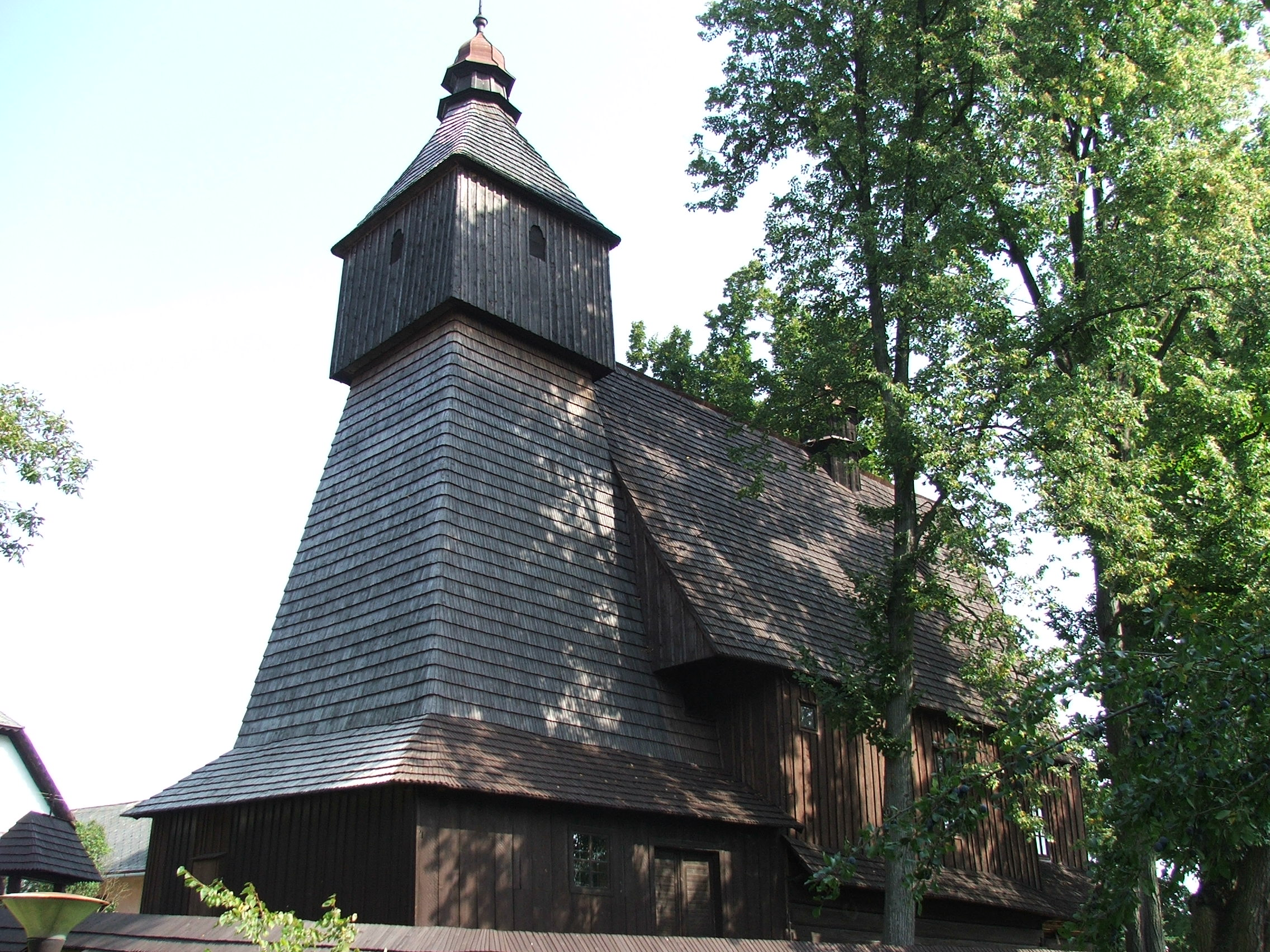
Katholische Holzkirche

## Bevölkerung
| Jahr                | 1994 | 2004    | 2014    | 2024    |
| ------------------- | ---- | ------- | ------- | ------- |
| Anzahl der Personen | 495  | 507     | 494     | 518     |
| Unterschied         |      | +2,42 % | −2,56 % | +4,85 % |

| Jahr                | 2023 | 2024    |
| ------------------- | ---- | ------- |
| Anzahl der Personen | 524  | 518     |
| Unterschied         |      | −1,14 % |